# Reyu (sockenhuvudort i Kina, Tibet Autonomous Region, lat 31,16, long 95,13)
Reyu (kinesiska: 热玉, 热玉乡) är en sockenhuvudort i Kina. Den ligger i den autonoma regionen Tibet, i den sydvästra delen av landet, omkring 420 kilometer nordost om regionhuvudstaden Lhasa. Antalet invånare är 1 798. Befolkningen består av 874 kvinnor och 924 män. Barn under 15 år utgör 19,0 %, vuxna 15-64 år 73 %, och äldre över 65 år 7,0 %.
Runt Reyu är det mycket glesbefolkat, med 4 invånare per kvadratkilometer. Det finns inga andra samhällen i närheten. Trakten runt Reyu består i huvudsak av gräsmarker.
Genomsnittlig årsnederbörd är 850 millimeter. Den regnigaste månaden är juni, med i genomsnitt 167 mm nederbörd, och den torraste är december, med 4 mm nederbörd.